# Mentzelia leucophylla

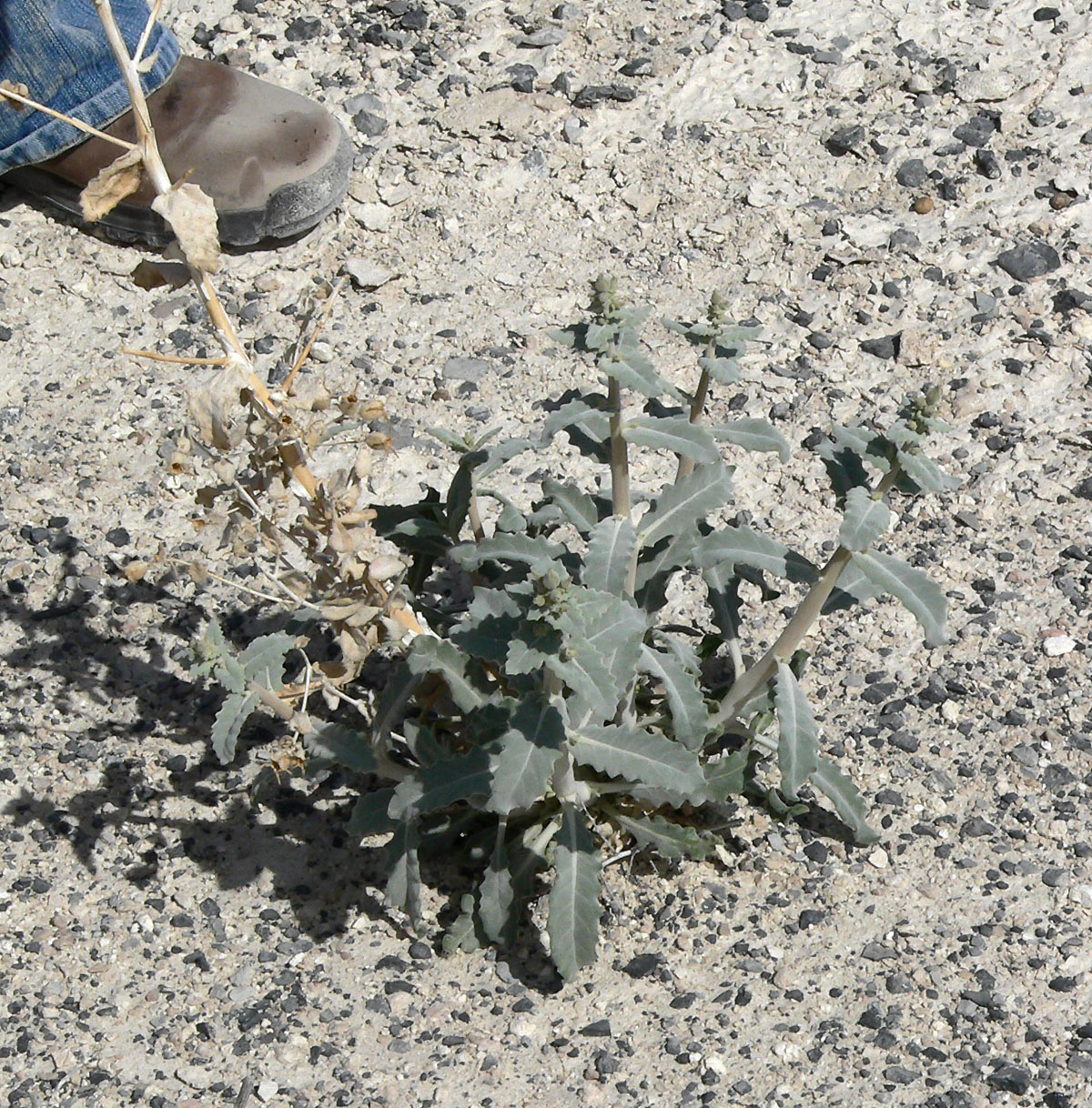

Mentzelia leucophylla es una especie rara de planta con flores de la familia Loasaceae. Es endémica del suroeste de Nevada, en el oeste de los Estados Unidos.

## Distribución
La planta es endémica localmente, solo se conoce en el sur del condado de Nye en el suroeste de Nevada. Es una de las varias plantas raras que solo se encuentran en el Refugio Nacional de Vida Silvestre de Ash Meadows, en el desierto de Amargosa, una zona con un ecosistema de humedales desérticos único. Está amenazada por la degradación del hábitat, y está clasificada federalmente como especie amenazada.

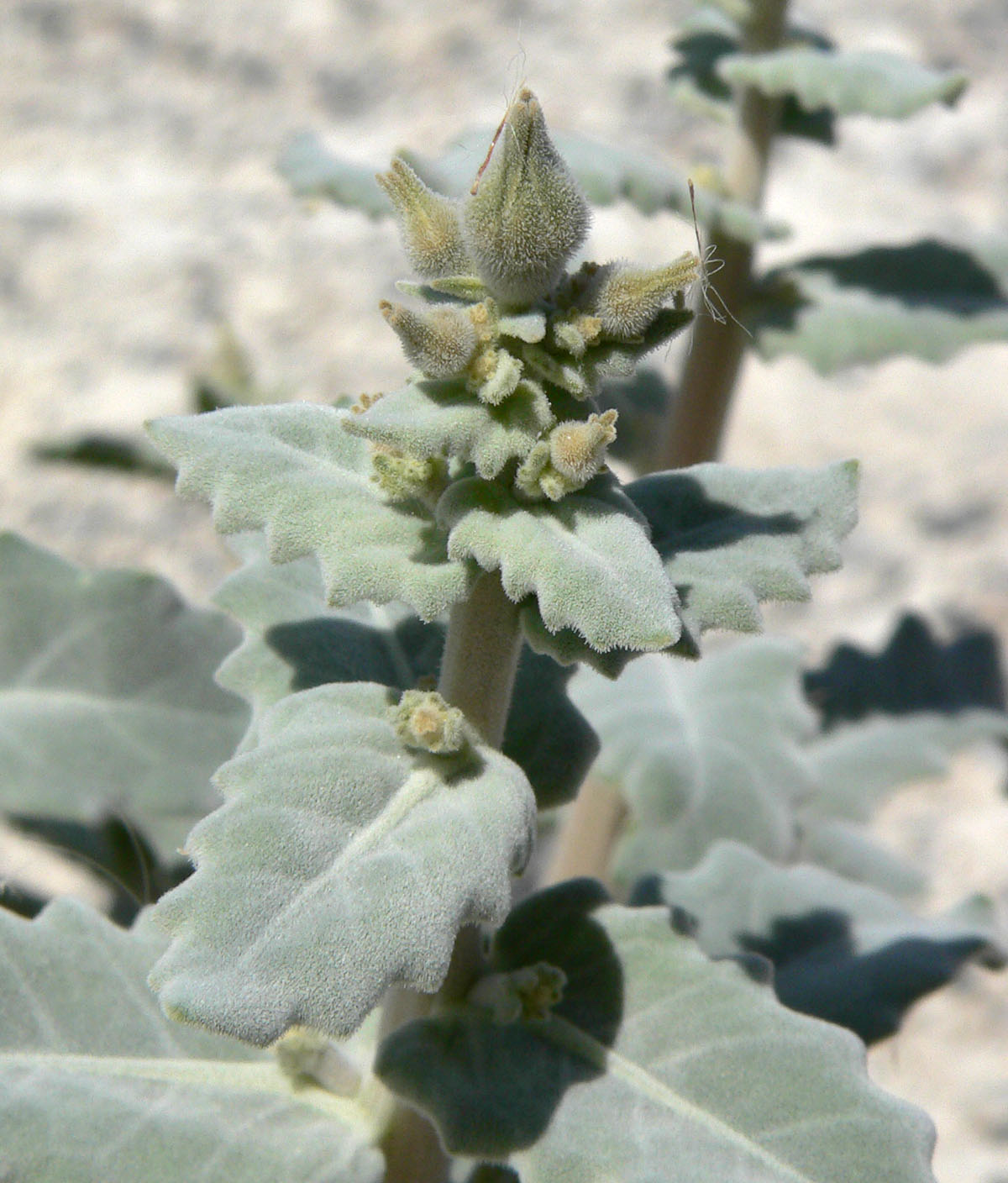

## Descripción
M. leucophylla es una planta bienal o perenne que crece hasta 0,5 metros de altura. El tallo y las hojas están recubiertos de pequeños pelos blancos, lo que los hace ver pálidos y aterciopelados. La inflorescencia tiene flores de color amarillo brillante de mayo a septiembre. Las flores se abren por un corto período por la tarde.

## Ash Meadows
Ash Meadows es una zona de suelo desértico con áreas de hábitat de humedales mantenidas por manantiales y filtraciones provenientes de un suministro de agua subterránea en el valle Amargosa. Esta agua mantiene a una gran variedad de flora y fauna, incluyendo muchos taxones raros y endémicos como Astragalus phoenix y Enceliopsis nudicaulis var. corrugata, que crecen junto a M. leucophylla. Una parte del hábitat está protegida dentro del Refugio Nacional de Vida Silvestre de Ash Meadows, una unidad del Desert National Wildlife Refuge Complex.

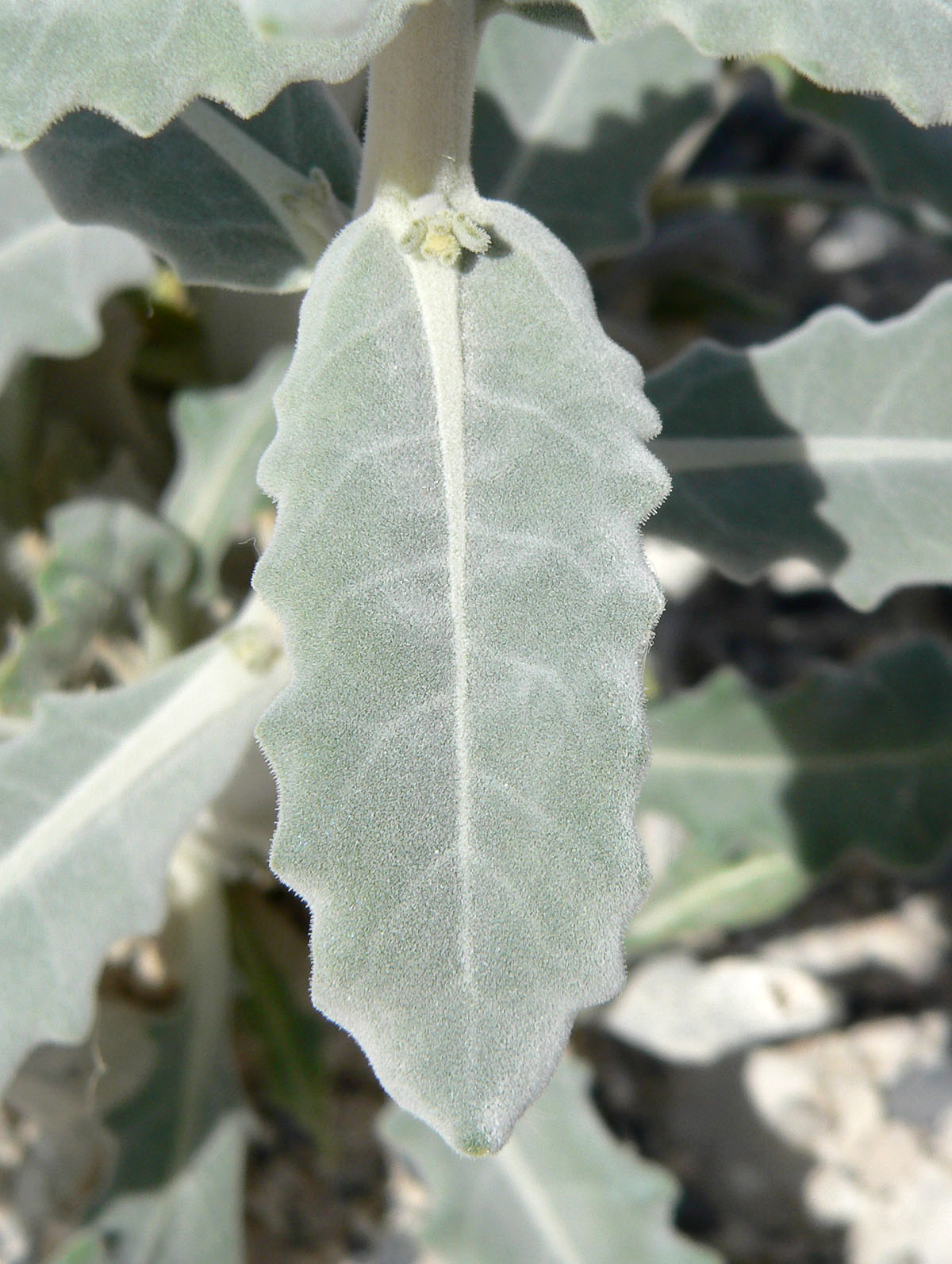

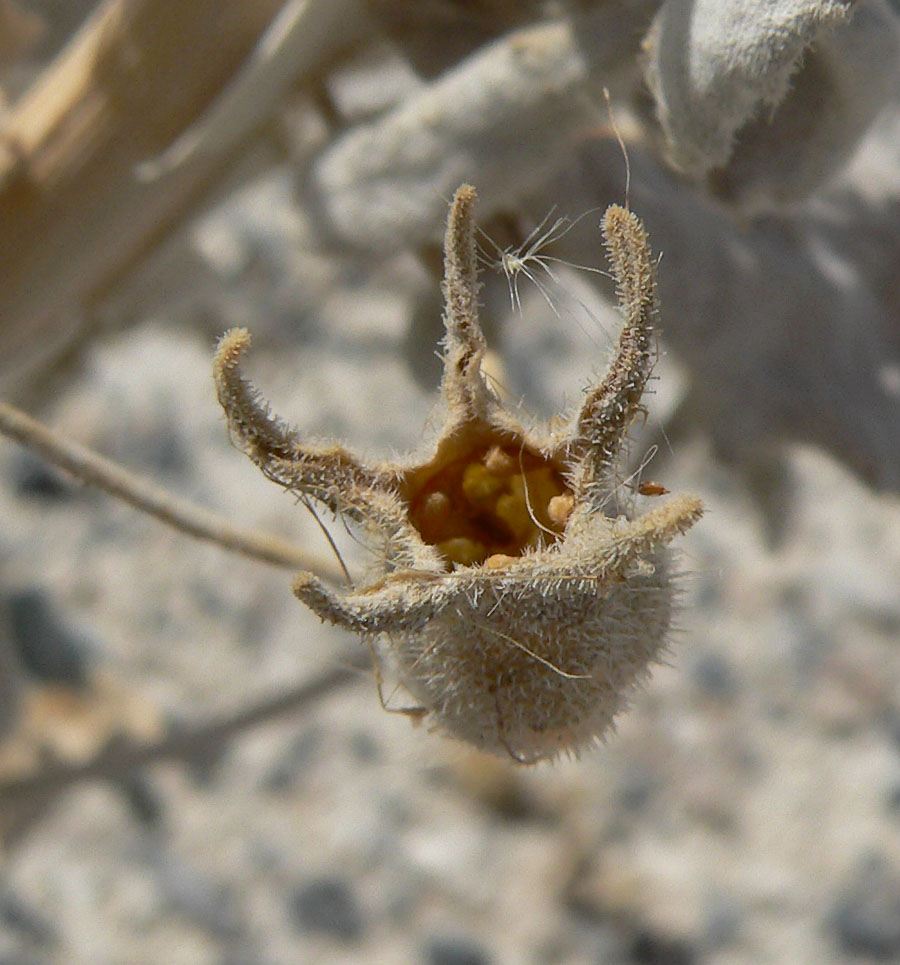

El sustrato es de arenas finas y arcilla, con un pH salino y alcalino. El área está dominada generalmente por el arbusto perennifolio Atriplex confertifolia y la vegetación halófila asociada.
Durante muchas décadas el área de Ash Meadows ha sido perturbada por una serie de actividades humanas, como la extracción de turba, la construcción de carreteras, el desarrollo inmobiliario y las prácticas agrícolas como el arado, el desvío de agua y el pastoreo. El bombeo de aguas subterráneas resultó ser una seria amenaza, ya que redujo el nivel freático que soporta el ecosistema.